# Сковятино
Сковятино — деревня в Череповецком районе Вологодской области.
Входит в состав Николо-Раменского сельского поселения, с точки зрения административно-территориального деления — в Николо-Раменский сельсовет.
Расстояние по автодороге до районного центра Череповца — 91 км, до центра муниципального образования Николо-Раменья — 1 км. Ближайшие населённые пункты — Задние Чуди, Средние Чуди, Николо-Раменье.
По переписи 2002 года население — 65 человек (23 мужчины, 42 женщины). Преобладающая национальность — русские (89 %).